# Építési engedély Magyarországon
Az építési engedély valamely illetékes hatóság által kibocsátott írásos felhatalmazás egy magányszemély vagy vállalat részére arról, hogy az engedélyben meghatározott helyen és módon építkezésbe kezdhet. A törvényben meghatározott engedélybeszerzési kötelezettség elmulasztása jelentős pénzbüntetést von maga után.

## Építési engedély kérése
Ahhoz, hogy egy telek tulajdonosa elkezdhessen építkezni, építési engedélyt kell kérnie a helyi építési hatóságtól. Ehhez először el kell készíteni a megépítendő ingatlan engedélyezési tervét. Ezen felül a tulajdonos kiviteli tervet is készíttethet, de ez az építési engedélyhez nem szükséges. Ha az engedélyezési tervet határozattal jóváhagyják és az építési engedély jogerőssé válik, akkor az feljogosítja a tulajdonost, hogy megkezdje az építkezést. Az építési engedély 2 évig érvényes a jogerőre emelkedés dátumától. Amennyiben a területre vonatkozó előírások nem változnak, ez a 2 év egy egyszerű kérvénnyel meghosszabbítható. Építési engedélyt csak a telek tulajdonosa kérhet.

## Elvi építési engedély
Az elvi építési engedély egy speciális fajtája az általános építési engedélynek. A két engedély abban különbözik, hogy az elvi építési engedéllyel az építkezés még nem kezdődhet meg, valamint bárki kikérheti, bármely telekre, a tulajdonjogoktól függetlenül. Ha az elvi építési engedély jogosultja egy éven belül jogerős építési engedélyt kér, akkor azt automatikusan megkapja. Ebben az esetben az építési hatóság a már korábban meghozott döntését nem változtathatja meg. Az elvi építési engedély arra szolgál, hogy a telek megvásárlása előtt a leendő tulajdonos biztos lehessen abban hogy a kiszemelt telekre a tervezett ingatlant megépítheti.

## Vonatkozó jogszabályok
Az építési engedéllyel kapcsolatos fontosabb jogszabályok:
- 1997. évi LXXVIII. törvény az épített környezet alakításáról és védelméről.[3] (2012. január 1-jétől módosul.)[4]
- 37/2007. (XII. 13.) ÖTM rendelet az építésügyi hatósági eljárásokról, valamint a telekalakítási és az építészeti-műszaki dokumentációk tartalmáról.[5]
- 193/2009. (IX. 15.) Korm. rendelet az építésügyi hatósági eljárásokról és az építésügyi hatósági ellenőrzésről.[6] (2011. szeptember 15-től módosul.)[7]